# Сергеев, Анатолий Ипатович
Анато́лий Ипа́тович Серге́ев (род. 6 ноября 1940 года, деревня Ипатовка, Большереченский район, Омская область) — советский и российский военачальник. Командующий войсками Приволжско-Уральского (1991—1992) и Приволжского (1992—2001) военных округов . Генерал-полковник (24.10.1991).

## Биография
Окончил Дальневосточное танковое училище с отличием (1960—1963), Военную академию бронетанковых войск имени Маршала Советского Союза Р. Я. Малиновского (1970—1973), Военную академию Генерального штаба Вооружённых Сил имени К. Е. Ворошилова (1980—1982).
Службу проходил командиром учебного взвода, командиром роты, заместителем командира учебного батальона (1963—1970), заместителем командира (1973—1974) и командиром (1974—1978) полка, командиром танковой дивизии (1978—1980), начальником штаба 40-й армии в Афганистане (1982—1986).
С февраля 1986 по июнь 1987 год был командующим 14-й гвардейской общевойсковой армией в Одесском военном округе, начальником штаба Одесского военного округа (июнь 1987 — август 1991), командующим войсками Приволжско-Уральского военного округа (1 сентября 1991 — 7 июля 1992), командующим войсками Приволжского военного округа (7 июля 1992 — 24 марта 2001). 
С 2002 года в отставке.
Председатель Самарской областной общественной организации комитета ветеранов войны и военной службы.

## Награды
- Орден Красного Знамени,
- Орден Красного Знамени,
- Орден Красной Звезды,
- Орден «За службу Родине в Вооруженных Силах СССР» III степени,
- Орден «За военные заслуги»,
- Орден Красного Знамени (Афганистан),
- Орден Красного Знамени (Афганистан),
- Медали СССР,
- Медали РФ.